# Uitspraak van het Latijn
In de loop van zijn lange bestaan is de uitspraak van het Latijn verre van uniform geweest. Behalve de fonetische ontwikkelingen die het gesproken Latijn doormaakte sinds de klassieke oudheid en die resulteerden in de afzonderlijke Romaanse talen, hebben zich in de loop van de eeuwen ook verschillende nationale tradities ontwikkeld, die gebaseerd waren op de regels van de uitspraak in de afzonderlijke landstalen. Pas de laatste decennia wordt geprobeerd de vermoedelijke uitspraak van het klassieke Latijn als standaard aan te houden. Hoewel het klassieke Latijn een dode taal is, hebben wetenschappers door onderlinge vergelijking van geschreven bronnen de vermoedelijke uitspraak weten te reconstrueren. De uitspraak die tegenwoordig op de meeste scholen wordt geleerd, is niet meer dan een praktische benadering van deze klassieke uitspraak.
De uitspraak van het kerkelijk Latijn dat in de ritus van de Rooms-Katholieke Kerk wordt gebruikt, volgt in grote lijnen de klankvorming van het Italiaans, maar kent tal van nationale afwijkingen.
De onderstaande tabel geeft een overzicht van de meest gangbare uitspraakregels van zowel het klassiek Latijn als het Kerklatijn.

## Eenklanken
| Letter | IPA              | Uitgesproken als ... |
| ------ | ---------------- | --- |
| c      | [k] [tʃ]         | k in koper Kerklatijn: Indien vóór e, i, y, ae of oe: uitgesproken als tsj in tsjilpen. |
| g      | [ɡ] [ŋ] [ɲ] [dʒ] | g in goal Indien vóór n: uitgesproken als ng in tekening (agnus (lam) dus zoals richting Nederland). Kerklatijn: Samen met n uitgesproken als nj in franje (agnus dus zoals franje). Kerklatijn: Indien vóór e, i, y, ae of oe: uitgesproken als g in gin-tonic. |
| h      | [h] -            | h in hoofd Kerklatijn: Niet uitgesproken |
| i      | [i] [j]          | i in rivier In het klassiek Latijn wordt ook de [j]-klank als een i gespeld. Een i wordt aldus als een j uitgesproken voor een klinker. |
| n      | [n] [ŋ] [ɲ]      | n in naast Indien vóór c, k, g of q: uitgesproken als ng in tekening. Kerklatijn: Indien na g: Samen met g uitgesproken als nj in franje. |
| q      | [k]              | q in Qatar |
| t      | [t] [ti] [ts]    | t in test Kerklatijn: Indien vóór i: samen met i uitgesproken als ti in timo. Indien achter de i een klinker volgt wordt de uitspraak ts als in tsaar |
| u      | [u] [ʋ]          | oe in boerderij Indien na g of q: uitgesproken als w in water. |
| v      | [ʋ] [v]          | w in water Kerk- en Middeleeuws Latijn: Uitgesproken als v in veer. |
| y      | [y] [i]          | u in huren Kerklatijn: Uitgesproken als ie in hier. De y werd ingevoerd om Griekse leenwoorden te kunnen spellen. |

## Tweeklanken
Met dien verstande dat beide letters waaruit de klank bestaat ook tot dezelfde lettergreep behoren, anders is er van een tweeklank overigens geen sprake:
| Combinatie | IPA                      | Uitgesproken als |
| ---------- | ------------------------ | --- |
| ae         | [ai] [e]                 | aai in aaien Kerk- en Middeleeuws Latijn: Uitgesproken als ee in been. |
| au         | [aʋ] [ɑu]                | aw in awaraboom au in autisme |
| eu         | [eːu] [eu] [œy] [øː] [e] | éoe in privéoefenterrein eeuw in eeuwwisseling Kerklatijn: Nederland: Uitgesproken als ui in huis België, Frankrijk: Uitgesproken als eu in deur Elders: Uitgesproken als ee in in been |
| oe         | [ɔɪ] [ø]                 | oi in het Engelse woord boy Kerklatijn: Uitgesproken als eu in deur |

## Medeklinkercombinaties
| Combinatie | IPA      | Uitgesproken als...                                        |
| ---------- | -------- | ---------------------------------------------------------- |
| ch         | [kh]     | kh in bakhouder                                            |
| gn         | [ɲ]      | ñ in piraña                                                |
| ph         | [ph] [f] | ph in soephaantje Kerklatijn: Uitgesproken als f in frank. |
| th         | [th] [ð] | th in eethoek th in that                                   |

## Opmerkingen
- Lettercombinaties die niet in bovenstaande lijst zijn opgenomen, worden in principe zoals in het Nederlands uitgesproken.[1]

- u en v zijn in het Latijn spellingsvarianten van dezelfde letter, die afhankelijk van de context als oe of als een bilabiale w werd uitgesproken.
- Anders dan het Nederlands maakt het klassiek Latijn onderscheid tussen lange en korte klinkers/lettergrepen. Dit heeft gevolgen voor het woordaccent. In principe valt het accent altijd op de voorlaatste lettergreep (de paenultima), tenzij deze kort is. Is dit het geval, dan verschuift het accent een lettergreep naar voren (de antepaenultima).
- Een lettergreep is lang als
  - de klinker erin "van nature" lang is;
  - de klinker kort is maar gevolgd wordt door ten minste twee medeklinkers;
  - er sprake is van een tweeklank (au, eu, etc.).
- Er zijn geen simpele regels te geven met betrekking tot de lengte van klinkers in afzonderlijke woorden, en men kan hiervoor het beste een woordenboek raadplegen.